# Kelan Martin
Kelan Dewayne Martin (Louisville, Kentucky, 3 de agosto de 1995) es un baloncestista estadounidense que pertenece a la plantilla del Beşiktaş de la BSL turca. Con 2,01 metros de estatura, juega en la posición de alero. 

## Trayectoria deportiva

### Universidad
Jugó cuatro temporadas con los Bulldogs de la Universidad Butler, en las que promedió 15,1 puntos, 5,2 rebotes y 1,2 asistencias por partido. En su última temporada fue incluido en el segundo mejor quinteto de la Big East Conference, mientras que en las dos temporadas anteriores lo fue en el segundo equipo.

### Profesional
Tras no ser elegido en el Draft de la NBA de 2018, disputó con los Utah Jazz la NBA Summer League, jugando siete partidos en los que promedió 7,9 puntos y 4,3 rebotes. El 31 de julio firmó su primer contrato profesional con el MHP Riesen Ludwigsburg de la Basketball Bundesliga alemana.
El 26 de noviembre de 2020, Martin firmó con los Indiana Pacers en un contrato de dos años.
Durante su segundo año en Indiana, el 6 de enero de 2022 es cortado por los Pacers. El 23 de febrero, firma un contrato de 10 días con Boston Celtics. Firmando un segundo contrato de 10 días el 5 de marzo. El 18 de marzo firma por los Grand Rapids Gold de la G League, siendo cortado el 25 de marzo.
El 4 de noviembre de 2022, Kelly fue incluido en la plantilla de la noche de apertura de los Birmingham Squadron.
El 28 de junio de 2023 firmó con Pınar Karşıyaka de la Basketbol Süper Ligi turca.
El 27 de junio de 2024 firmó con el Beşiktaş de la BSL turca.

## Estadísticas de su carrera en la NBA

### Temporada regular
| Año     | Equipo    | PJ | PT | MPP  | %TC  | %3P  | %TL  | RPP | APP | ROB | TPP | PPP |
| ------- | --------- | -- | -- | ---- | ---- | ---- | ---- | --- | --- | --- | --- | --- |
| 2019-20 | Minnesota | 31 | 4  | 16.0 | .392 | .260 | .968 | 3.1 | .7  | .2  | .3  | 6.4 |
| 2020-21 | Indiana   | 35 | 0  | 9.2  | .449 | .400 | .900 | 2.2 | .5  | .3  | .3  | 4.5 |
| 2021-22 | Indiana   | 27 | 1  | 16.4 | .417 | .297 | .692 | 2.0 | .8  | .5  | .3  | 6.3 |
| Total   | Total     | 93 | 5  | 13.6 | .417 | .309 | .889 | 2.4 | .7  | .3  | .3  | 5.6 |